# Eunice Pinney
Eunice Pinney (9 de febrero de 1770 - 1849) fue una artista popular estadounidense que desarrolló su actividad en las ciudades de Windsor y Simsbury, Connecticut. Según el historiador del arte Jean Lipman, especialista en pintura popular americana, Pinney y su contemporánea Mary Ann Willson son consideradas dos de las primeras pintoras americanas en trabajar la acuarela.

## Biografía
Pinney perteneció a una influyente familia de Connecticut y recibió una cuidada educación. Era descendiente de Matthew Griswold, quien emigró desde Kenilworth, Inglaterra, a Windsor, Connecticut en 1639 y se convirtió en un participante activo en los asuntos políticos de la Colonia. Según los informes, el matrimonio de los padres de Pinney, nativos de Simsbury, Eunice Viets y Elisha Griswold, "reunió a dos de las familias y haciendas más considerables de la ciudad". Eunice fue la quinta de los ocho hijos sobrevivientes de la pareja. Su hermano (el segundo hijo de la pareja) fue Alexander Viets Griswold, que se convirtió en el primer y único obispo episcopal de la Diócesis de los Estados del Este. Su biografía, A Memoir of the Life of Bishop Griswold, publicada en 1844, ofrece información sobre Pinney y su familia. Según el autor John S. Stone, DD, Pinney fue "una mujer con una amplia experiencia lectora" y "celosamente instrumental" en la organización y mantenimiento de su iglesia episcopal local.
Pinney se casó, aproximadamente en 1790, con Oliver Holcombe de Granby (nacido en 1769). Holcombe murió joven, a los veinte años, ahogado al intentar vadear un arroyo durante un viaje a Ohio. Tradicionalmente, los estudiosos han asumido que este suceso dejó a Pinney como una joven y apenada viuda, pero investigaciones recientes han revelado que el matrimonio fue abusivo y que antes de que Holcombe muriera, la pareja ya se había divorciado. Pinney tuvo dos hijos de este matrimonio, Héctor y Sophia Holcombe (Phelps). En 1797, Pinney se casó con Butler Pinney, de Windsor (1766-1850). Parece que la pareja se estableció inicialmente en Windsor, pero aproximadamente en 1844, se mudó a Simsbury, donde Eunice había nacido. De este matrimonio nacieron tres hijos: Norman, Viets Griswold y Minerva Emeline (Bright). Minerva también fue artista y enseñó pintura en una escuela en Virginia durante varios años antes de su matrimonio. Pinney murió en Simsbury a la edad de 79 años. 

## Trayectoria
Todas las acuarelas firmadas y fechadas de Pinney van de 1809 a 1826, lo que sugiere a los estudiosos que comenzó a pintar tarde, probablemente tiempo después de su segundo matrimonio y que realizó la mayor parte de su trabajo en Windsor y Simsbury. Al igual que sus contemporáneos Willson y Elizabeth Glaser, Pinney probablemente fue autodidacta. Las acuarelas que nos han llegado incluyen temas de género, paisajes, retratos, alegorías, narraciones históricas y religiosas y escenas conmemorativas y se caracterizan por tener composiciones arquitectónicas equilibradas, figuras robustas, contornos fuertes y colores vivos. Aunque estuvo activa en el siglo XIX, sus protagonistas a menudo lucen ropa según la moda del siglo XVIII. Como ha señalado Lipman, "su forma de pintar e incluso el vestuario de sus figuras pertenecen a la década de 1700. (...) No es exagerado considerarla una persona del siglo XVIII que trabajó a principios del siglo XIX".  
Muchas de sus composiciones, especialmente aquellas con narraciones históricas o literarias pueden haberse basado en grabados populares ingleses. Por ejemplo, su Couple and a Casualty de aproximadamente 1815, que pertenece a la colección del Museo de Arte Popular Abby Aldrich Rockefeller en Colonial Williamsburg, Virginia, parece haberse basado en un diseño inglés de placa de cobre en algodón. Pinney también pudo haber extraído los patrones de raros azulejos ingleses para inspirarse. Sin embargo, sus escenas de género y pinturas conmemorativas son totalmente originales, exhiben un uso sofisticado del color, figuras robustas y composiciones complejas. Los estudiosos de la pintura estadounidense como Mary Black y Jean Lipman han comparado el trabajo de Pinney con el de Thomas Rowlandson debido a su vigor y sentido de la teatralidad.  
Se desconoce si Pinney educó a su hija Minerva en la técnica de la acuarela, sin embargo, se sabe que Pinney envió pinturas a Minerva cuando enseñaba en Virginia para proporcionarle modelos para los estudiantes.

## Colecciones
Aunque muchas de las obras de Pinney que han sobrevivido son propiedad de sus descendientes, algunos importantes ejemplos han entrado en colecciones públicas, como la Galería Nacional de Arte, Washington y el Museo Americano de Arte Popular en la ciudad de Nueva York.

## Galería

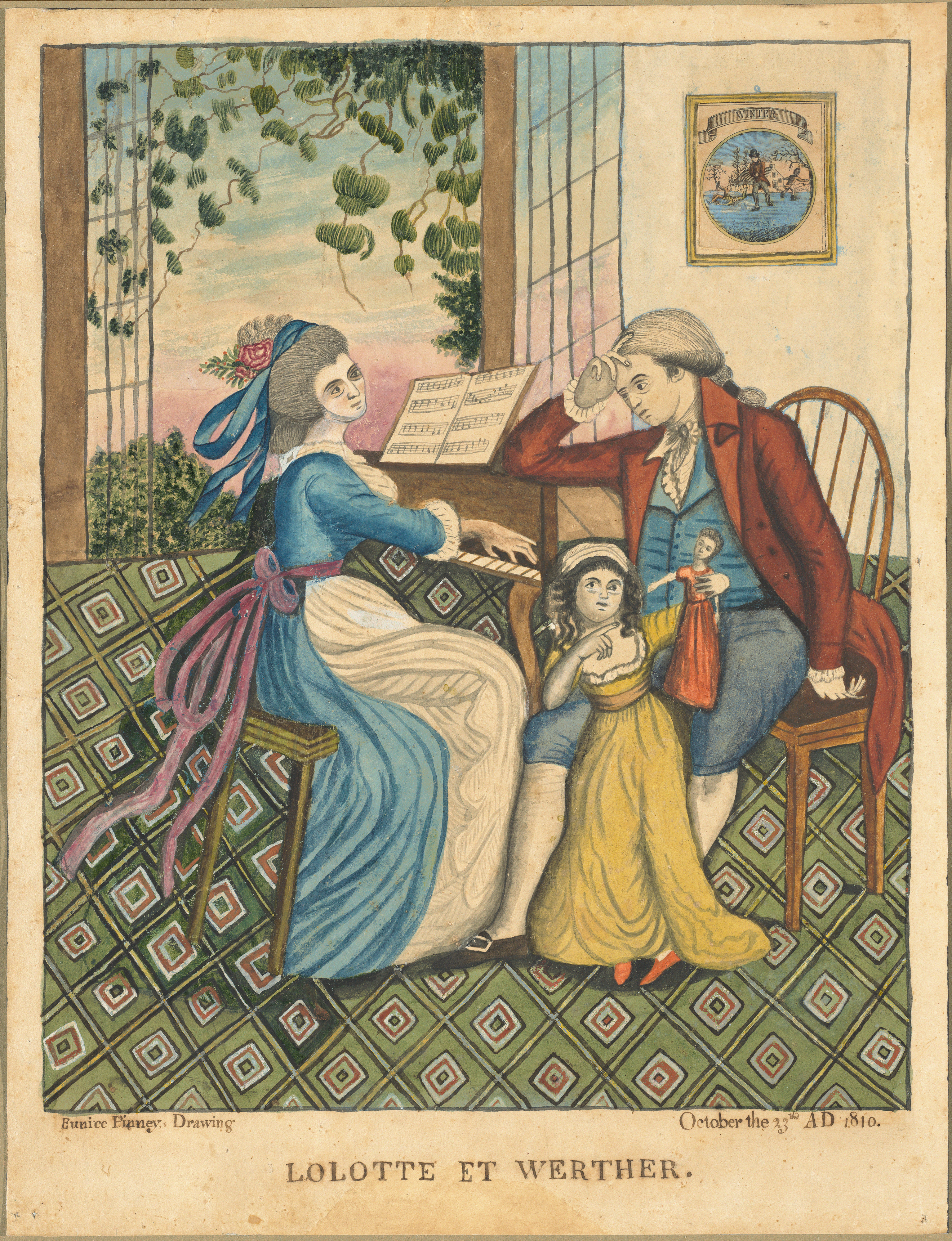
Lolotte and Werthe (1810)
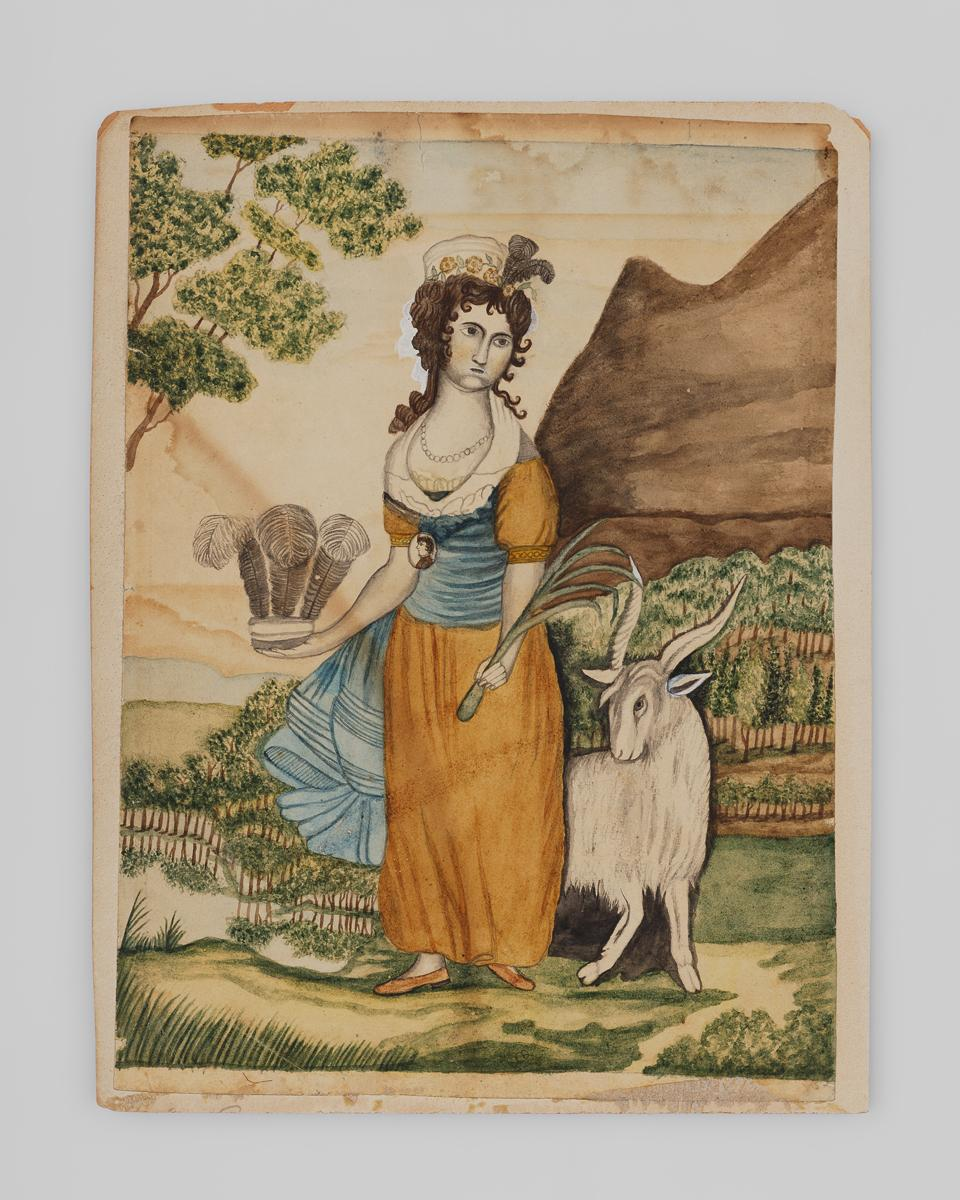
Allegorical Figure (1810 o 1815)
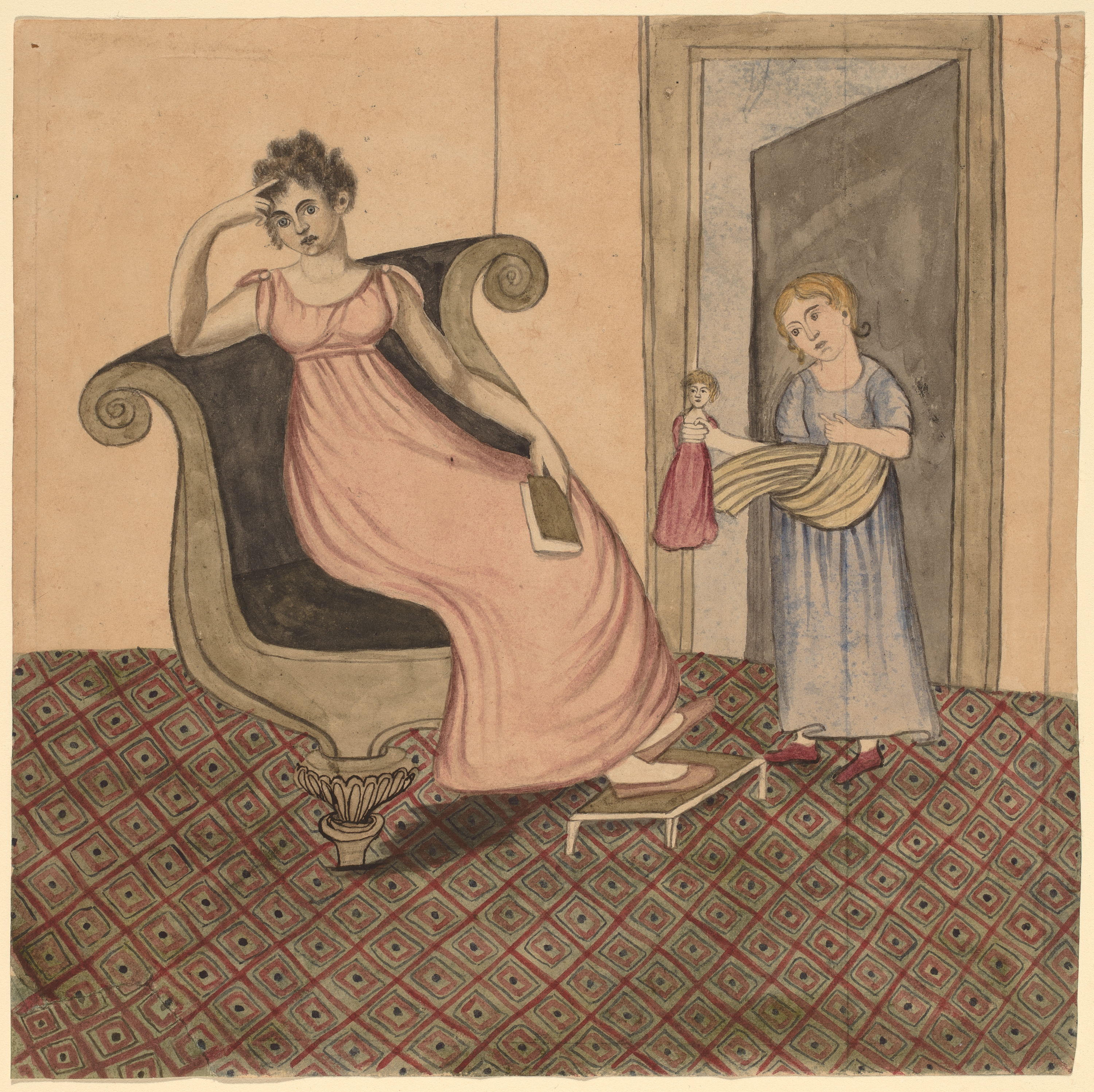
Mother and Child (1815)
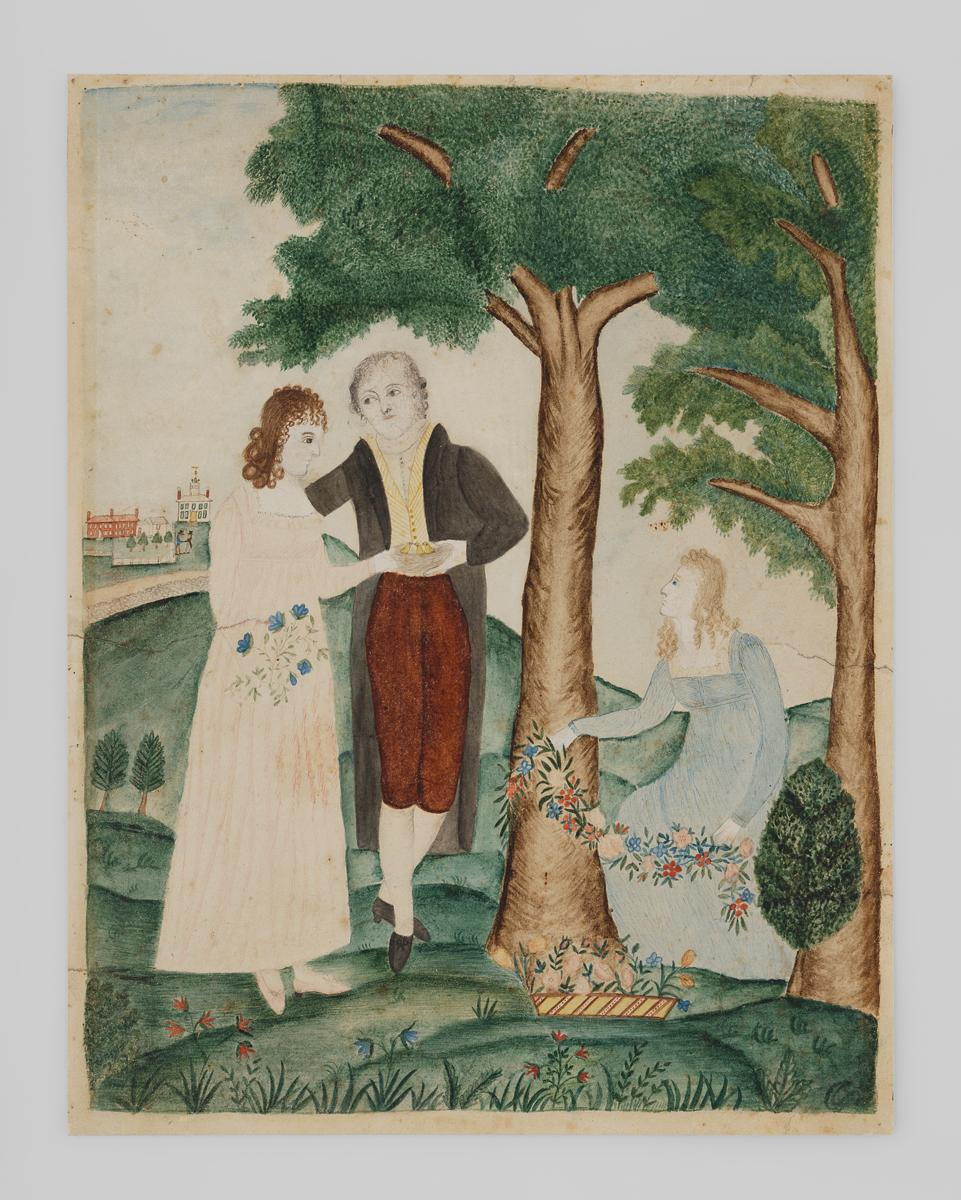
Plenty (1820)
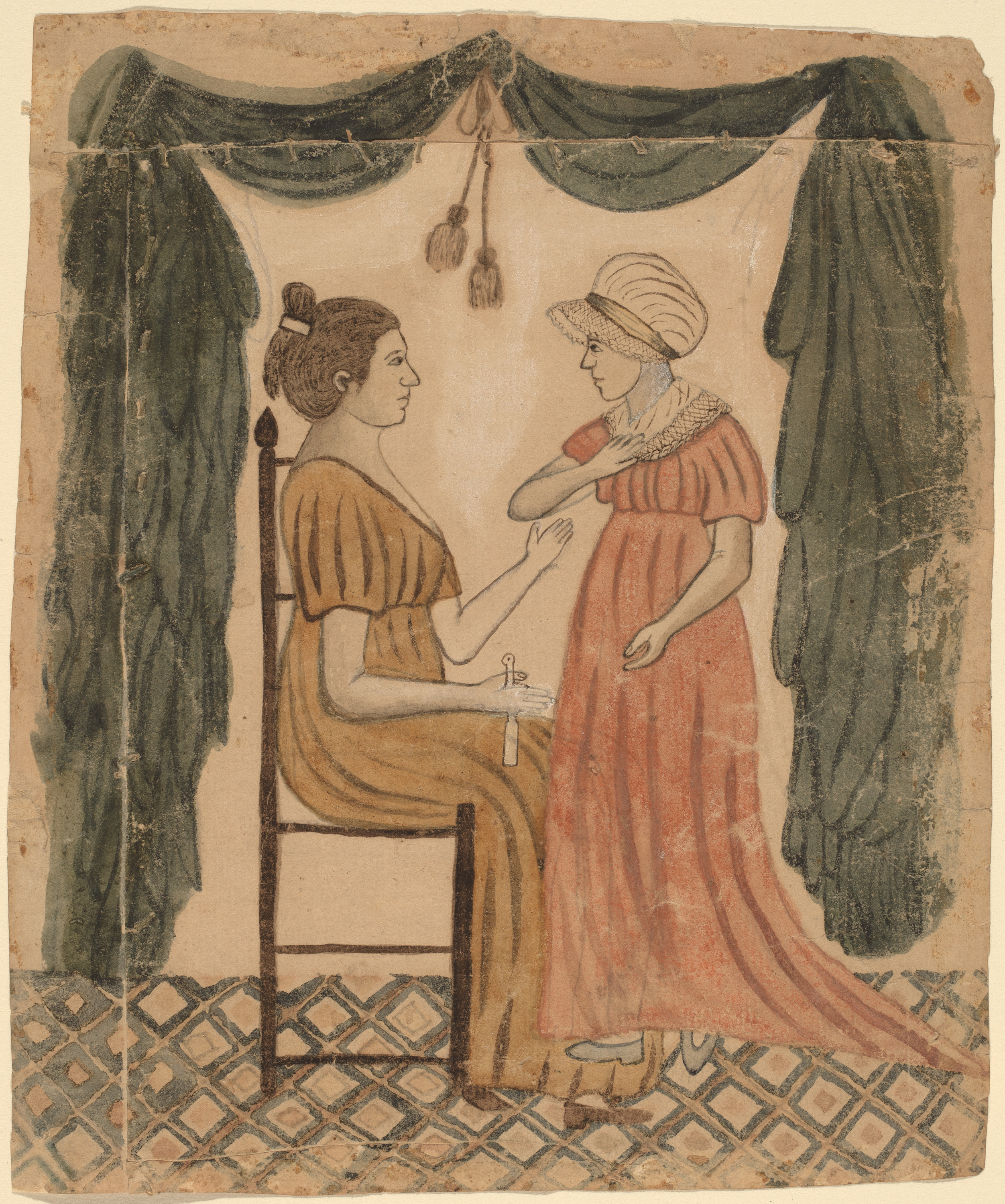
Mother and Child (fecha desconocida)